# Bauang
Bauang é um município de primeira classe de renda municipal (d) na província La Union, nas Filipinas. De acordo com o censo de 1 de maio  de  2020, possui uma população de 78 449 pessoas e 19 796 domicílios.